# Château de Mailhoc
Le château de Mailhoc est un château situé dans la commune éponyme dans le département du Tarn, en France et inscrit aux monuments historiques depuis le 13 juillet 1927.

## Situation
Le château est implanté au nord de l'Albigeois, sur des coteaux vallonnés traversés par la Vère.

## Historique
La première mention écrite qui soit conservée est un acte de co-seigneurie des fils du seigneur de Penne en 1227. Le château a une allure de maison forte rectangulaire, comme il en fleurissait durant la guerre de Cent Ans dans toutes les régions frontalières entre couronne de France (Albigeois) et couronne d'Angleterre. (Rouergue) Les tours rondes anciennes ont subi trop de travaux ultérieurs pour être datées avec précision. Les trois ailes datent du début du XVIe siècle et pendant les guerres de religion, le château est aux mains de Philippe de Rabastens, chef protestant qui ravage les environs. Il améliore le confort du château qui prend des allures Renaissance. 
Il passe de main en main au gré des mariages, héritages et ventes et des travaux datés de 1764 sur un linteau, sont effectués. À la Révolution, alors que les propriétaires ont émigré, le château est saccagé. C'est à cette époque que les tours sont raccourcies au niveau des façades. Au XIXe siècle, il restait des morceaux de murs de l'enceinte extérieure.

## Description
Le quadrilatère est flanqué de quatre tours cylindriques aux toits de tuiles plats. Les côtés sont ceux de trois ailes du château et d'un mur sur lequel s'appuie une galerie donnant sur la cour. Un escalier d'honneur dessert l'étage. Les façades sont munies de fenêtres à meneau. L'ensemble a subi peu de transformations majeures ultérieures.